# Дитмар Мегенбург
Дитмар Мегенбург (Леверкузен, 15. август 1961) бивши западнонемачки и немачки атлетски репрезентативац. Такмичио се у скоку увис. Био је члан АК Келн, касније АК Берлин. Троструки је учесник олимпијских игара, олимпијски победник освајач медаља са светском првенству и шестоструки европски првак.

## Спортска биографија
Са 18 година, 26. мај 1980. Мегенбург је скочио увис 2,35 метра и тако изједначио светски рекорд у скоку увис на отвореном, који је држао Пољак Јацек Вшола. Тада је Мегенбург поставио и нови светски јуниорски рекорд у скоку увис на отвореном.
Свој врхунац на отвореном достигао је 10. јуна 1984. године, скочивши 2,36 м у Еберштату. На истом такмичењу победио је Кинез, Џу Ђанхуа са новим светским рекордом од 2,39 метара. Следеће године 14. фенруара 1985. Мегенбург је у дворани скочио 2,39 м. После њега, једини немачки скакач који је више скочио увис био је Карло Тренхарт који је постигао је боље резултате 2,37 м на отвореном (1984) и 2,42 м у затвореном (1988).
Мегенбург је био првак Западне Немачке 10 пута на отвореном: (1980—85, 1987—90) и 5. пута з дворани: (1979—81, 1984, 1989).

## Значајнији резултати
| Датум                          | Текмичење                      | Место                          | Пласман                        | Резултат                       | Белешка                                 |
| Представљајући Западну Немачку | Представљајући Западну Немачку | Представљајући Западну Немачку | Представљајући Западну Немачку | Представљајући Западну Немачку | Представљајући Западну Немачку          |
| ------------------------------ | ------------------------------ | ------------------------------ | ------------------------------ | ------------------------------ | --------------------------------------- |
| 1980.                          | Европско првенство у дворани   | Зинделфинген, Западна Немачка  |                                | 2,31 м                         |                                         |
| 1980.                          | Либерти Бел Класик             | Филаделфија, САД               | 3.                             | 2,22 м                         |                                         |
| 1981.                          | Европско првенство у дворани   | Гренобл, Француска             |                                | 2,25 м                         |                                         |
| 1982.                          | Европско првенство у дворани   | Милано, Италија                |                                | 2,34 м                         |                                         |
| 1982.                          | Европско првенство             | Атина, Грчка                   |                                | 2,30 м                         |                                         |
| 1983.                          | Светско првенство              | Хелсинки, Финска               | 4.                             | 2,29 м                         |                                         |
| 1984.                          | Европско првенство у дворани   | Гетеборг, Шведска              |                                | 2,33 м                         |                                         |
| 1984.                          | Олимпијске игре                | Лос Анђелес, САД               |                                | 2,35 м                         |                                         |
| 1986.                          | Европско првенство у дворани   | Мадрид, Шпанија                |                                | 2,34 м                         |                                         |
| 1986.                          | Европско првенство             | Штутгарт, Западна Немачка      | 4.                             | 2,29 м                         |                                         |
| 1987.                          | Светско првенство              | Рим, Италија                   | 4.                             | 2,35 м                         | Архивирано на веб-сајту (23. март 2016) |
| 1988.                          | Европско првенство у дворани   | Будимпешта, Мађарска           |                                | 2,37 м                         |                                         |
| 1988.                          | Олимпијске игре                | Сеул, Јужна Кореја             | 6.                             | 2,34 м                         |                                         |
| 1989.                          | Европско првенство у дворани   | Хаг, Холандија                 |                                | 2,33 м                         |                                         |
| 1989.                          | Светско првенство у дворани    | Будимпешта, Мађарска           |                                | 2,35 м                         |                                         |
| 1990.                          | Европско првенство у дворани   | Глазгов, Уједињено Краљевство  |                                | 2,30 м                         |                                         |
| 1990.                          | Европско првенство             | Сплит, Југославија             | 6.                             | 2,31 м                         |                                         |
| Представљајући Немачку         |                                |                                |                                |                                |                                         |
| 1992                           | Олимпијске игре                | Барселона, Шпанија             | 27.                            | 2,15 м                         |                                         |

## Приватно
Мегенбург је завршио такмичарску каријеру након Олмпијских игара 1992. Неко време радио је као фитнес тренер Бориса Бекера. Мегенбургова деца, син Јонас и ћерка Катарина, такође се баве атлетиком. Мегенбург од 2006. живи са својом супругом у њеној домовини Норвешкој.